# Attera Orbis Terrarum Pt.1
Attera Orbis Terrarum es un DVD en vivo hecho por Dark Funeral en varios países visitados en su gira para promocionar su nuevo álbum Attera Totus Sanctus. Este álbum fue producido en sonido estéreo y con muy buena calidad de imagen. Muestra los conciertos dados en Katowice (Polonia), durante el festival Metalmania, un segundo concierto en la 013 en Holanda y el último que fue en La Locomotive en Francia, para terminar su gira por Europa. También incluye el bonus de un video de Dark Funeral llamado Atrum Regina en vivo, de su concierto en Francia.

## Canciones

### Polonia (Metalmanía)
1. "Bleed For Satan [intro]"
2. "The Arrival Of Satans Empire"
3. "Ravenna Strogoi Mortii"
4. "The Secrets Of The Black Arts"
5. "Hail Murder"
6. "Open The Gates"
7. "Thus I Have Spoken"
8. "An Apprentice Of Satan"
9. "Goddess Of Sodomy"
10. "When Angels Forever Die"
11. "Armageddon Finally Come"

- Filmado con 7 cámaras
- Producido por: Tomasz Dziubinski
- Dirigido por: Grzegorz Kupiec
- Editado por: Artur Wojewoda y Waldemar Szwajda
- Ingeniero en sonido: Piotr Brzezinski
- Productor de audio: Piotr Brzezinski
- Mezclado por: Erik Lidbom

### Holanda (013)
1. "Intro"
2. "King Antichrist"
3. "Diabolis Interium"
4. "Ravenna Strigoi Mortii"
5. "The Arrival Of Satans Empire"
6. "Open The Gates"
7. "Vobiscum Satanas"
8. "666 Voices Inside"
9. "Attera Totus Sanctus"
10. "Bloodfrosen"
11. "Hail Murder"
12. "Atrum Regina"
13. "My Dark Desires"
14. "An Apprentice Of Satan"

- Filmado con 4 cámaras
- Dirigido por: Maurice Swinkels
- Editado por: Maurice Swinkels
- Ingeniero en sonido: Markus Miljand
- Productor de audio: Martin
- Mezclado por: Erik Sjölander y Örjan Örnkloo en los estudios Wasteland

### Francia (La Locomotive)
1. "Intro"
2. "King Antichrist"
3. "Diabolis Interium"
4. "Ravenna Strigoi Mortii"
5. "The Arrival Of Satans Empire"
6. "Open The Gates"
7. "Vobiscum Satanas"
8. "666 Voices Inside"
9. "Attera Totus Sanctus"
10. "Bloodfrosen"
11. "Hail Murder"
12. "Atrum Regina"
13. "My Dark Desires"
14. "An Apprentice Of Satan"

- Filmado con 3 cámaras
- Dirigido por: Bernard
- Editado por: Magnus Gillberg
- Ingeniero en sonido: Markus Miljand
- Productor de audio: Bernard
- Mezclado por: Erik Sjölander y Örjan Örnkloo en los estudios Wasteland

## Banda
- Lord Ahriman - Guitarra principal
- Emperor Magus Caligula - Vocales
- Chaq Mol - Guitarra rítmica
- B - Force - Bajo
- Matte Modin - Batería [2000-2007]

- Datos: Q780794